# Benin op de Olympische Zomerspelen 2016
Benin nam deel aan de Olympische Zomerspelen 2016 in Rio de Janeiro, Brazilië. De selectie van het West-Afrikaanse land bestond uit zes atleten, actief in vier sporten, en was daarmee de grootste olympische equipe van Benin sinds de Spelen van 1988. Schermer Yémi Apithy droeg de Beninse vlag tijdens de openings- en de sluitingsceremonie.

## Deelnemers en resultaten
(m) = mannen, (v) = vrouwen 

### Atletiek
| Olympiër      | Discipline | Resultaat | Prestatie                                            |
| ------------- | ---------- | --------- | ---------------------------------------------------- |
| Didier Kiki   | 200m (m)   | 76e       | serie 4: 7e in 22,27                                 |
|               |            |           |                                                      |
| Noélie Yarigo | 800m (v)   | 12e       | serie 4: 4e in 1.59,12 halve finale 3: 5e in 1.59,78 |

### Judo
| Olympiër           | Discipline | Resultaat | Prestatie                                                        |
| ------------------ | ---------- | --------- | ---------------------------------------------------------------- |
| Celtus Dossou Yovo | –90 kg (m) | 9e        | 1e ronde: W van POR Dias: ippon 2e ronde: V van SWE Nyman: ippon |

### Schermen
| Olympiër      | Discipline | Resultaat | Prestatie                         |
| ------------- | ---------- | --------- | --------------------------------- |
| Yémi Apithy V | sabel (m)  | 17e       | 1e ronde: V van GER Hartung: 9-15 |

### Zwemmen
| Olympiër       | Discipline          | Resultaat | Prestatie            |
| -------------- | ------------------- | --------- | -------------------- |
| Jules Bessan   | 50 m vrije slag (m) | 77e       | serie 3: 6e in 27,32 |
|                |                     |           |                      |
| Laraïba Seibou | 50 m vrije slag (v) | 77e       | serie 2: 2e in 33,01 |